# Sistema de Información al Usuario de Transantiago
El Sistema de Información al Usuario de Transantiago es el organismo encargado de entregar información, promocionar, formar y educar a la ciudadanía sobre el sistema integrado de transportes de la ciudad de Santiago.
El día 16 de mayo de 2006 se publicó en el Diario Oficial la decisión de adjudicar la creación y operación del Servicio de Información y Atención al Usuario (SIAUT) —el tercer pilar de Transantiago, como lo llama la autoridad— a esta sociedad, cuya propuesta alcanzó las 640 mil UF (US$22,4 millones).

## Propietarios
La empresa está constituida actualmente por:
- El conglomerado indio de soluciones tecnológicas Tata Consultancy Services (TATA Comicron)
- Crisis ICC (consultores de comunicación)
- La agencia de publicidad 180 Grados
- Collect (estudios de mercado)
- Universidad Central

Dentro de las funciones y roles que tiene el SIAUT se encuentran dos tipos las que se detallan a continuación:

### Funciones del ámbito Comunicacional
- Diagnóstico e identificación de los elementos claves del cambio cultural y operacional que significa Transantiago.
- Creación de una identidad corporativa.
- Difusión y posicionamiento de la oferta de valor del Transantiago y sus beneficios más significativos.
- Motivación e incentivo del uso del Transantiago.
- Instalación e información sobre el sistema, en sus dimensiones operacionales y de producto.
- Desarrollo e instalación de una Métrica que permita evaluar las distintas dimensiones de resultado para todos los elementos antes mencionados.
- Diseño e implementación de un sistema de atención a los usuarios en sus requerimientos de información en la utilización del servicio.
- Desarrollo e instalación de un sistema de Educación, Información y retroalimentación o feedback.

### Funciones del ámbito Tecnológico
- Entrega de Información de Gestión y de Apoyo a la Coordinación para la prestación de servicios.
- Gestión de Información para los usuarios activos y potenciales del transporte público.
- Funcionalidades Generales
  - Registro y almacenamiento de información histórica.
  - Intercambio de información con otras entidades.